# Mariana Serbezowa
Mariana Rogełowa Serbezowa (bułg. Марияна Рогелова Сербезова; ur. 15 listopada 1959 w Płowdiwie) – bułgarska wioślarka, brązowa medalistka olimpijska oraz wicemistrzyni świata.

## Kariera
Wystąpiła na igrzyskach olimpijskich w Moskwie w 1980, gdzie osada Bułgarii w składzie: Mariana Serbezowa, Rumeljana Bonczewa, Dołores Nakowa, Anka Bakowa i Anka Georgiewa (sternik) zdobyła brązowy medal w czwórkach podwójnych ze sternikiem. W finale uplasowały się o 0,78 sekundy za osadą NRD i o 0,37 sekundy za osadą ZSRR. Był to jej jedyny start olimpijski. 
Ponadto wspólnie z Anką Bakową, Dołores Nakową, Rumeljaną Bonczewą i Ani Filipową wywalczyła srebrny medal w czwórkach podwójnych ze sternikiem na mistrzostwach świata w Bledzie (1979).
Po zakończeniu kariery została nauczycielką w szkole w Sofii.